# France 4
France 4 è un'emittente pubblica francese dedicata ai ragazzi, nata il 24 giugno 1996 col nome Festival e rinominata nel 2005, anno in cui inizia a trasmettere in DTT.
I suoi programmi sono principalmente fiction e serie tv per ragazzi (Okoo), concerti dal vivo, musica e serie tv, ma non mancano alcuni eventi sportivi (France TV Sport).
Il canale è ricevibile in Italia via satellite, su Hotbird, Atlantic Bird ed Astra, solo in digitale e solo per le piattaforme Bis, Fransat e Canalsat, e via DTT nelle zone di confine.

## Storia
Il canale televisivo Festival parte il 24 giugno 1996.
A partire dal 2001, con la sperimentazione del digitale terrestre, France Télévisions, in difficoltà a causa dalla privatizzazione di TF1 e la nascita di M6 nei decenni precedenti, decide di ampliare la propria offerta con la creazione di nuovi canali televisivi da trasmettere con la nuova tecnologia: France 1, canale all-news, France 4, dedicato totalmente alle regioni, e France 6, dedicato alla trasmissione dei migliori programmi delle reti principali France 2 e France 3. Alla fine si decide di creare una rete televisiva semi-generalista col nome France 4. A partire dal 31 maggio 2014, la programmazione di France 4 è dedicata prevalentemente ai bambini e ai giovani.

## Loghi

31 marzo 2005 - 6 aprile 2008
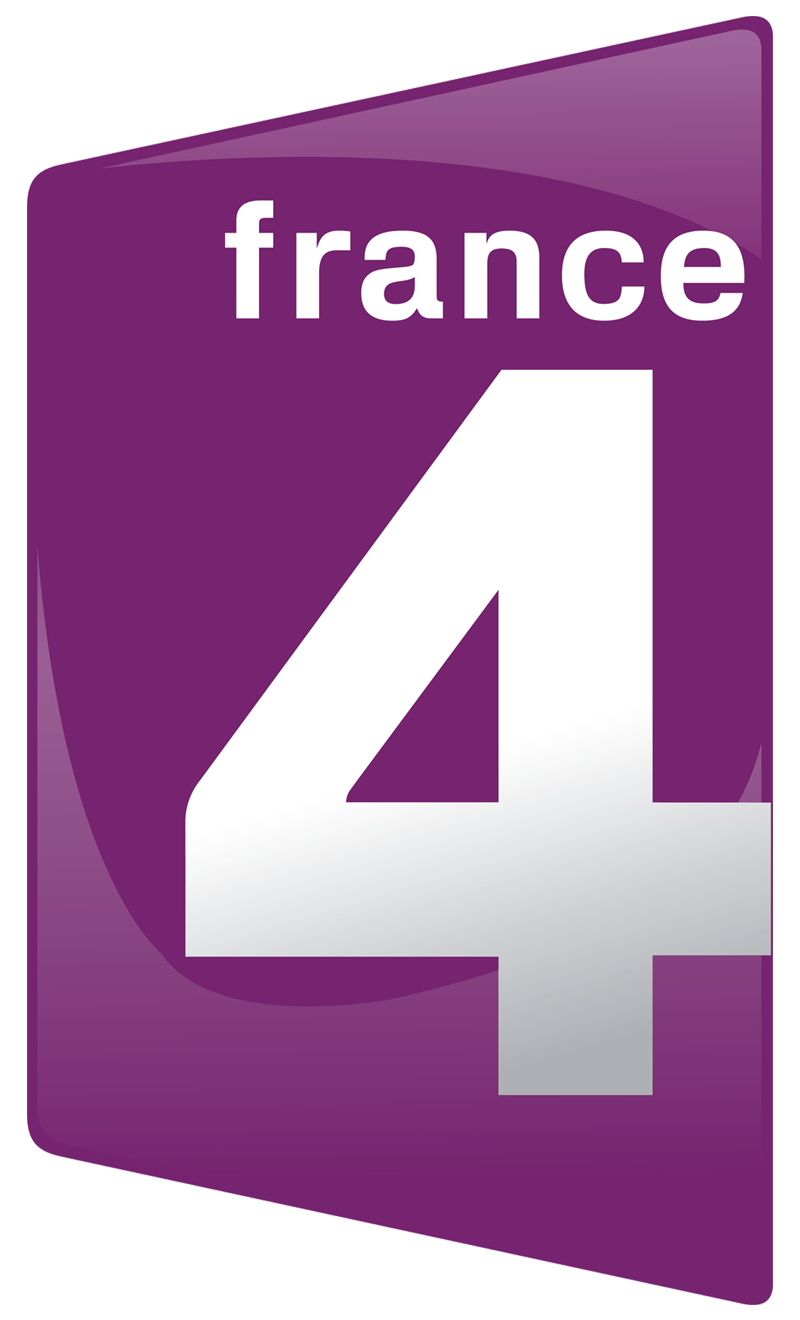
7 aprile 2008 - 18 settembre 2011,  (in sovrimpressione)
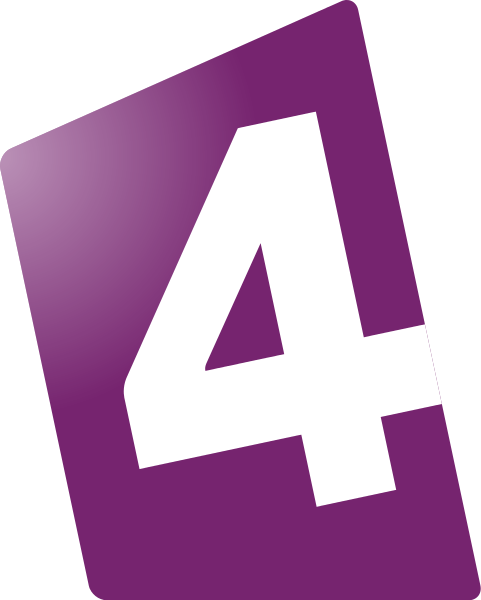
19 settembre 2011 - 30 marzo 2014
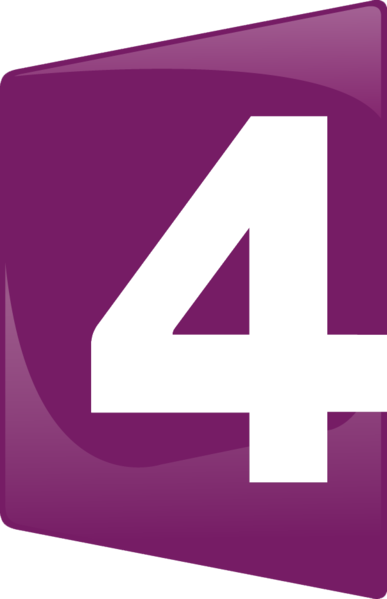
31 marzo 2014 - 28 gennaio 2018
dal 29 gennaio 2018
dal 29 gennaio 2018 sulle grafiche, e dal 29 gennaio 2018 al 5 giugno 2025 (in sovrimpressione)
dal 6 giugno 2025 (in sovrimpressione)